# Ліндсі (Лінкольншир)
Лі́ндсі (англ. Lindsey) — історична область Англії, що походить корінням у часи англосаксів. У ті часи існувало королівство Ліндсі. З часом увійшло до складу графства Лінкольншир як одна з трьох адміністративних частин, займаючи північну частину графства. У ці часи його адміністративним центром було місто Лінкольн. 
З 1974 року територія так само входить до складу Лінкольнширу, але вже у вигляді округів Східний Ліндсі і Західний Ліндсі.